# I pinguini ci guardano
Pour plus de détails, voir Fiche technique et Distribution.
I pinguini ci guardano est une comédie italienne réalisée par Guido Leoni et sortie en 1955.

## Synopsis
La vie quotidienne dans un zoo vue à travers les yeux de ses habitants. Les animaux parlent, exposent leurs problèmes et commentent le comportement des humains. Quelques numéros musicaux sont également inclus.

## Fiche technique
- Titre original italien : I pinguini ci guardano[1],[2],[3] (litt. « Les pingouins nous observent »)
- Réalisation : Guido Leoni
- Scénario : Marcella Altieri, Roberto De Leonardis (it), Guido Leoni, Giorgio Lotta
- Photographie : Mario Bonicatti
- Montage : Enzo Alfonsi, Guido Leoni
- Musique : Carlo Innocenzi
- Production : Federico Aicardi, Folco Lulli, Juan d'Angelo, Joaquin Franco
- Société de production : Telecineradar
- Pays de production :  Italie
- Langue originale : italien
- Format : couleurs par Ferraniacolor - 1,37:1 - Son mono - 35 mm
- Genre : comédie
- Durée : 97 minutes
- Dates de sortie : 
  - Italie : 20 octobre 1955

## Distribution
- Renato Rascel
- Carlo Croccolo
- Fiorenzo Fiorentini
- Ave Ninchi
- Isa Barzizza
- Rosalba Neri
- Alba Arnova
- Tina De Mola
- Isa Miranda
- Tino Scotti
- Clelia Matania
- Emma Danieli
- Domenico Modugno
- Turi Pandolfini
- Luigi Pavese
- Rosalina Neri
- Aldo Fabrizi (voix)
- Tina Lattanzi (voix)
- Anna Magnani (voix)
- Paolo Panelli (voix)
- Alberto Sordi (voix)
- Franca Valeri (voix)